# Почтовая станция (Остров)
Почто́вая ста́нция (ямска́я ста́нция) — комплекс исторических зданий в Острове Псковской области. Ансамбль станции является объектом культурного наследия регионального значения. Современный адрес: улица Карла Маркса, дом 9 (по официальным охранным документам — дом 19).

## История
Город Остров был важным пунктом на почтовом тракте из Пскова, где тракт расходился на два направления — на Варшаву и Киев. Почтовая станция в Острове до 1814 года была деревянной, при ней не было гостиницы. Место её расположения точно не известно. Также упоминается расположение станции на пересечении старого почтового тракта из Пскова с Полоцкой улицей.
Сохранившаяся станция построена в 1814 или в 1838 году, по иной версии (фигурирующей в официальных охранных документах) — в 1840 году. Она находилась на новом почтовом тракте из Пскова — Псковском шоссе (ныне — улица Карла Маркса). По документам, сохранившимся в государственном архиве Псковской области, впервые о строительстве новой станции упоминается 5 декабря 1837 года в предписании министерства внутренних дел «о постройке в г. Острове каменного станционного дома с гостиницей за 64 700 рублей», земля для строительства станции выкуплена в 1838—1839 годах, а 3 августа 1839 года поступил указ о выдаче займа в сумме 41 500 рублей для целей строительства почтовой станции.
На здании размещена мемориальная доска о том, что через Остров везли в 1837 году тело погибшего А. С. Пушкина. При жизни поэт также неоднократно бывал на почтовой станции Острова.
В настоящее время здания занимает дорожно-строительное управление.

## Архитектура
В ансамбль в стиле классицизма входит основное здание и два симметричных боковых флигеля, а также дворовые хозяйственные постройки. Центральное здание имеет высокие окна с полуциркульными завершениями.